# Carnarvon Shire
Carnarvon Shire är en kommun i nordvästra Western Australia, i regionen Gascoyne. Kommunen har en area på 46 664 kvadratkilometer och en befolkning på 5 787 (0,12 invånare/kvadratkilometer) enligt 2011 års folkräkning. Huvudort är staden Carnarvon. Inom kommunen ligger även staden Coral Bay.
Näringslivet präglas av jordbruk, och de viktigaste produkterna är ull, bananer och tomater. På senare tid har även turism blivit en viktig inkomstkälla.